# Ternitz, Tennessee
Ternitz, Tennessee è un film del 2000 diretto da Mirjam Unger. Nel suo debutto cinematografico.

## Trama
Ternitz: Due ragazze, Lilly e Betty, vivono in una piccola città della Bassa Austria, sognando l'America, ma Ternitz non è il posto giusto per le due ragazze che sognano il Tennessee.

## Produzione
Il film è stato prodotto dall'ORF (Film / Television Agreement) ed è stato girato a Vienna, Wiener Neustadt e Ternitz tra il dicembre del 1999 e l'aprile del 2000.
Ternitz, Tennessee è una produzione di Wiener Thalia-Film, realizzata con il sostegno di ORF, Austrian Film Institute, Film Fund Vienna e la Provincia della Bassa Austria.